# 哈利伯頓縣
哈利伯頓縣（英語：Haliburton County）是加拿大安大略省中南部一個地方行政區，東臨黑斯廷斯縣，東南接彼得堡縣，西南及卡沃薩湖市，西接馬斯科卡區，北鄰尼皮辛區，縣治設於明登山。據2011年人口普查所示，哈利伯頓縣有17026名居民。

## 歷史
現哈利伯頓縣一帶原屬彼得堡縣和維多利亞縣（即現卡沃薩湖市）的管轄範圍。1850年代，該兩縣的北部地區開始劃為地皮放售，而加拿大土地及移民公司（Canadian Land and Emigration Company）則於1854年在該處購入九個鄉的地皮。歐裔居民陸續進駐該帶地域，並於往後年間要求獲取更多自決權。省政府遂於1874年同意將彼得堡縣北部二十個鄉和維多利亞縣北部三個鄉脫離該兩縣並設為哈利伯頓臨時縣（Provisional County of Haliburton），名稱來自加拿大土地及移民公司首任主席湯瑪士·錢德勒·哈利伯頓（Thomas Chandler Haliburton）。
由於當地人煙稀少，哈利伯頓一直未升格為一個正式的縣。安大略省議會待1982年12月16日才通過《哈利伯頓縣法案》（Haliburton County Act），容許哈利伯頓升格為縣；哈利伯頓縣議會則於1983年1月19日召開首場會議。

## 轄區
- 阿爾岡昆高地鄉（Township of Algonquin Highlands）
- 迪薩特等自治區（Municipality of Dysart et al）
- 東高地自治區（Municipality of Highlands East）
- 明登山鄉（Township of Minden Hills）

## 外部連結
- （英文）哈利伯頓縣官方網站（页面存档备份，存于）